# Claude Garnier
Claude Garnier,  né vers 1583, mort vers 1633, était un poète français, admirateur de Pierre de Ronsard. 

## Biographie
On ne sait presque rien de lui, sinon que, né vers la fin du XVIe siècle, il fut l’exécuteur testamentaire de Ronsard. Authentique poète, il a laissé le recueil L'Amour victorieux, publié en 1609. Continuateur de La Franciade, annotateur de l’édition des œuvres de Ronsard de 1623, on perd sa trace après cette date.
Georges Pompidou, dans la célèbre Anthologie de la poésie française qu’il a élaborée, a retenu, pour figurer dans cet ouvrage exigeant, l'Ode à Monsieur Marcil, Lecteur du Roi du poète ronsardisant.

## Œuvres
- L'Amour victorieux, recueil poétique (1609)
- Commentaire critique et savant de l’édition des Œuvres de Ronsard (1623)

## Extrait
« Comme un cygne qui vole entre mille corneilles,
        Pressé de leurs rumeurs,
Je vais parmi la France, accompli de merveilles,
        Entre mille rimeurs. »
Ode à Monsieur Marcil, Lecteur du Roi